# Dire (woreda)
Dire est un woreda du sud de l'Éthiopie, situé dans la zone Borena de la région Oromia. Le woreda a 73 401 habitants en 2007.

## Situation
Situé au centre sud de la zone Borena, Dire est limitrophe du Kenya.
Son chef-lieu, Mega,, se trouve à une centaine de kilomètres au sud de Yabelo sur la route d'Addis-Abeba à Nairobi.
Dubuluk, à 36 km au nord de Mega sur la même route, fait également partie du woreda.
Le lac de cratère d'El Sod, connu pour ses cristaux de sel, se trouve près de Soda à une trentaine de kilomètres au nord est de Mega.
|       | Yabelo  | Arero |
| Dillo | Dire    | Dehas |
|       | (Kenya) | Miyu  |

## Histoire
Au XXe siècle, Dire fait partie de l'awraja Arero  qui s'étend le long de la frontière kényane dans l'ancienne province de Sidamo.
Le woreda Dire se rattache à la zone Borena de la région Oromia depuis la réorganisation du pays en régions.
Initialement assez étendu, il perd du territoire au profit de Miyu en 2007, au profit de Dehas et Dillo avant 2015, et probablement d'une autre subdivision.

## Population
En 2006, l'Atlas of the Ethiopian Rural Economy estime la densité de population entre 6 et 10 personnes par km2 dans le woreda Dire.
Au recensement de 2007— après la séparation de Miyu —, le woreda compte 73 401 habitants et 8 % de sa population est urbaine.
La population urbaine correspond aux 6 135 habitants de Mega.
La majorité des habitants du woreda (76 %) pratiquent les religions traditionnelles africaines, 15 % sont musulmans, 4 % sont protestants, 3 % sont orthodoxes et 1 % sont catholiques.